# San Martín (departamento de San Juan)
San Martín é um departamento da Argentina, localizado na 
província de San Juan.